# Meilleurs buteurs du championnat d'Italie de football
Cet article liste les meilleurs buteurs du championnat d'Italie de football depuis sa création en 1929.
L'Italien Silvio Piola est le meilleur buteur de l'histoire du championnat d'Italie avec 274 buts.

## Classement général
Ce tableau présente le classement des meilleurs buteurs de l'histoire du Championnat d'Italie de football.
Les joueurs évoluant actuellement en Serie A sont inscrits en caractères gras.
| Rang | Joueur               | Période   | Clubs successifs | Matchs | Ratio | Buts |
| ---- | -------------------- | --------- | --- | ------ | ----- | ---- |
| 1    | Silvio Piola         | 1929-1954 | US Pro Vercelli (51), SS Lazio (143), Juventus (10), Novare Calcio (70) | 537    | 0,51  | 274  |
| 2    | Francesco Totti      | 1993-2017 | AS Rome (250) | 619    | 0,40  | 250  |
| 3    | Gunnar Nordahl       | 1948-1958 | AC Milan (210), AS Rome (15) | 291    | 0,77  | 225  |
| 4    | Giuseppe Meazza      | 1929-1947 | Inter Milan (197), AC Milan (9), Juventus (10) | 367    | 0,59  | 216  |
| 5    | José Altafini        | 1958-1976 | AC Milan (120), SSC Naples (71), Juventus (25) | 459    | 0,47  | 216  |
| 6    | Antonio Di Natale    | 2002-2016 | Empoli FC (18), Udinese Calcio (191) | 445    | 0,47  | 209  |
| 7    | Roberto Baggio       | 1985-2004 | ACF Fiorentina (39), Juventus (78), AC Milan (12), Bologne FC (22), Inter Milan (9), Brescia Calcio (45) | 452    | 0,45  | 205  |
| 8    | Ciro Immobile        | 2012-     | Juventus (0), Genoa CFC (5), Torino FC (27), SS Lazio (169), Bologne FC | 352    | 0,57  | 201  |
| 9    | Kurt Hamrin          | 1956-1971 | Juventus (8), Calcio Padoue (20), ACF Fiorentina (150), AC Milan (9), SSC Naples (3) | 400    | 0,48  | 190  |
| 10   | Giuseppe Signori     | 1991-2004 | Calcio Foggia 1920 (11), SS Lazio (107), UC Sampdoria (3), Bologne FC (67) | 344    | 0,55  | 188  |
| 11   | Alessandro Del Piero | 1993-2012 | Juventus (188) | 478    | 0,39  | 188  |
| 12   | Alberto Gilardino    | 1999-2017 | Piacenza Calcio 1919 (3), Hellas Vérone (5), Parme FC (50), AC Milan (36), ACF Fiorentina (52), Genoa CFC (19), Bologne FC (13), US Palerme (10), Empoli FC (0), Delfino Pescara 1936 (0)                                       | 514    | 0,37  | 188  |
| 13   | Gabriel Batistuta    | 1991-2003 | ACF Fiorentina (152), AS Rome (30), Inter Milan (2) | 318    | 0,58  | 184  |
| 14   | Fabio Quagliarella   | 2000-2023 | Torino FC (18), Ascoli Calcio 1898 (3), UC Sampdoria (102), Udinese Calcio (25), SSC Naples (11), Juventus (23) | 556    | 0,33  | 182  |
| 15   | Giampiero Boniperti  | 1946-1961 | Juventus (178) | 443    | 0,40  | 178  |
| 16   | Amedeo Amadei        | 1936-1956 | AS Rome (85), Inter Milan (42), SSC Naples (47) | 423    | 0,41  | 174  |
| 17   | Giuseppe Savoldi     | 1965-1980 | Atalanta Bergame (17), Bologne FC (96), SSC Naples (55) | 405    | 0,41  | 168  |
| 18   | Guglielmo Gabetto    | 1934-1949 | Juventus (87), Torino FC (80) | 322    | 0,52  | 167  |
| 19   | Roberto Boninsegna   | 1965-1979 | Varèse FC (5), Cagliari Calcio (23), Inter Milan (113), Juventus (22) | 366    | 0,45  | 163  |
| 20   | Luca Toni            | 2000-2016 | Vicence Calcio (9), Brescia Calcio (15), US Palerme (20), ACF Fiorentina (55), AS Rome (5), Genoa CFC (3), Juventus (2), Hellas Vérone (48)                                                                                     | 344    | 0,46  | 157  |
| 21   | Zlatan Ibrahimović   | 2004-2022 | Juventus (23), Inter Milan (57), AC Milan (76) | 283    | 0,55  | 156  |
| 22   | Luigi Riva           | 1964-1976 | Cagliari Calcio (156) | 289    | 0,54  | 156  |
| 23   | Filippo Inzaghi      | 1995-2012 | Parme FC (2), Atalanta Bergame (24), Juventus (57), AC Milan (73) | 370    | 0,42  | 156  |
| 24   | Roberto Mancini      | 1981-2000 | Bologne FC (9), UC Sampdoria (132), SS Lazio (15) | 541    | 0,29  | 156  |
| 25   | Luís Vinício         | 1955-1968 | SSC Naples (69), Bologne FC (17), Vicence Calcio (68), Inter Milan (1) | 348    | 0,45  | 155  |
| 26   | Carlo Reguzzoni      | 1929-1948 | Aurora Pro Patria 1919 (14), Bologne FC (141) | 401    | 0,39  | 155  |
| 27   | István Nyers         | 1948-1956 | Inter Milan (133), AS Rome (20) | 236    | 0,65  | 153  |
| 28   | Hernán Crespo        | 1996-2011 | Parme FC (72), SS Lazio (39), Inter Milan (27), AC Milan (10), Genoa CFC (5) | 340    | 0,45  | 153  |
| 29   | Adriano Bassetto     | 1946-1958 | UC Sampdoria (92), Atalanta Bergame (56), Vicence Calcio (1) | 329    | 0,45  | 149  |
| 30   | Omar Sívori          | 1957-1969 | Juventus (135), SSC Naples (12) | 278    | 0,53  | 147  |
| 31   | Christian Vieri      | 1991-2009 | Torino FC (1), Atalanta Bergame (11), Juventus (8), SS Lazio (12), Inter Milan (103), AC Milan (1), ACF Fiorentina (6) | 264    | 0,54  | 142  |
| 32   | Benito Lorenzi       | 1947-1959 | Inter Milan (138), US Alexandrie (4) | 330    | 0,43  | 142  |
| 33   | Marco Di Vaio        | 1994-2012 | SS Lazio (3), US Salernitana 1919 (12), Parme FC (41), Juventus (18), Genoa CFC (3), Bologne FC (65) | 342    | 0,42  | 142  |
| 34   | Paolo Pulici         | 1968-1985 | Torino FC (134), Udinese Calcio (5), ACF Fiorentina (3) | 401    | 0,35  | 142  |
| 35   | Vincenzo Montella    | 1996-2009 | UC Sampdoria (58), AS Rome (83) | 288    | 0,49  | 141  |
| 36   | John Hansen          | 1948-1955 | Juventus (124), SS Lazio (15) | 214    | 0,65  | 139  |
| 37   | Enrico Chiesa        | 1988-2008 | UC Sampdoria (23), US Cremonese (14), Parme FC (33), ACF Fiorentina (34), SS Lazio (2), AC Sienne (32) | 380    | 0,36  | 138  |
| 38   | Sergio Brighenti     | 1952-1964 | Inter Milan (20), US Triestina Calcio (13), Calcio Padoue (50), UC Sampdoria (43), Modène FC (10), Torino FC (0) | 311    | 0,44  | 136  |
| 39   | Roberto Pruzzo       | 1973-1989 | Genoa CFC (27), AS Rome (106), ACF Fiorentina (0) | 331    | 0,40  | 133  |
| 40   | Felice Borel         | 1932-1947 | Juventus (125), Torino FC (7), US Alexandrie (0) | 257    | 0,51  | 132  |
| 41   | Alessandro Altobelli | 1977-1989 | Inter Milan (128), Juventus (4) | 337    | 0,39  | 132  |
| 42   | Ezio Pascutti        | 1955-1969 | Bologne FC (130) | 296    | 0,44  | 130  |
| 43   | Francesco Graziani   | 1973-1987 | Torino FC (97), ACF Fiorentina (14), AS Rome (12), Udinese Calcio (7) | 353    | 0,37  | 130  |
| 44   | Roberto Bettega      | 1970-1983 | Juventus (129) | 326    | 0,40  | 129  |
| 45   | Paulo Dybala         | 2012-     | US Palerme (16), Juventus (82), AS Rome (31) | 345    | 0,37  | 129  |
| 46   | Gianni Rivera        | 1959-1979 | US Alexandrie (6), AC Milan (122) | 527    | 0,24  | 128  |
| 47   | Andriy Chevtchenko   | 1999-2009 | AC Milan (127) | 226    | 0,56  | 127  |
| 48   | Gonzalo Higuaín      | 2013-2020 | SSC Naples (71), Juventus (48), AC Milan (6) | 223    | 0,56  | 125  |
| 49   | Duván Zapata         | 2013-     | SSC Naples (11), Udinese Calcio (18), UC Sampdoria (11), Atalanta Bergame, (69), Torino FC (15) | 325    | 0,38  | 124  |
| 50   | David Trezeguet      | 2000-2010 | Juventus (123) | 214    | 0,57  | 123  |
| 51   | Gianluca Vialli      | 1984-1996 | UC Sampdoria (85), Juventus (38) | 325    | 0,38  | 123  |
| 52   | Renzo Burini         | 1947-1959 | AC Milan (88), SS Lazio (35) | 330    | 0,37  | 123  |
| 53   | Pietro Ferraris      | 1929-1950 | US Pro Vercelli (19), SSC Naples (13), Inter Milan (43), Torino FC (28), Novare Calcio (20) | 469    | 0,26  | 123  |
| 54   | Domenico Berardi     | 2013-     | US Sassuolo (122) | 313    | 0,39  | 122  |
| 55   | Mauro Icardi         | 2012-2019 | UC Sampdoria (10), Inter Milan (111) | 218    | 0,56  | 121  |
| 56   | Ettore Puricelli     | 1938-1949 | Bologne FC (80), AC Milan (40) | 212    | 0,57  | 120  |
| 57   | Cristiano Lucarelli  | 1997-2012 | Atalanta Bergame (5), US Lecce (27), Torino FC (10), AS Livourne Calcio (73), Parme FC (4), SSC Naples (1) | 302    | 0,40  | 120  |
| 58   | Gino Pivatelli       | 1953-1963 | Bologne FC (105), SSC Naples (3), AC Milan (11) | 254    | 0,46  | 119  |
| 59   | Abel Balbo           | 1989-2002 | Udinese Calcio (), AS Rome (), Parme FC (), ACF Fiorentina () | 253    | 0,46  | 117  |
| 60   | Sandro Mazzola       | 1961-1977 | Inter Milan (116) | 417    | 0,28  | 116  |
| 61   | Lautaro Martínez     | 2018-     | Inter Milan (115) | 237    | 0,49  | 115  |
| 62   | Giampaolo Pazzini    | 2004-2020 | Atalanta Bergame (3), ACF Fiorentina (25), UC Sampdoria (36), Inter Milan (16), AC Milan (21), Hellas Vérone (14) | 382    | 0,30  | 115  |
| 63   | Dries Mertens        | 2013-2022 | SSC Naples (113) | 295    | 0,38  | 113  |
| 64   | Nicola Amoruso       | 1993-2010 | UC Sampdoria (3), Calcio Padoue (14), Juventus (9), AC Pérouse Calcio (11), SSC Naples (10), Como 1907 (6), Modène FC (5), ACR Messine (5), Reggina 1914 (40), Torino FC (4), AC Sienne (0), Parme FC (5), Atalanta Bergame (1) | 380    | 0,30  | 113  |
| 65   | Antonio Cassano      | 1999-2016 | AS Bari (6), AS Rome (39), UC Sampdoria (37), AC Milan (7), Inter Milan (7), Parme FC (17) | 400    | 0,28  | 113  |
| 66   | Edinson Cavani       | 2007-2013 | US Palerme (34), SSC Naples (78) | 213    | 0,53  | 112  |
| 67   | Riccardo Carapellese | 1946-1957 | AC Milan (53), Torino FC (28), Juventus (9), Genoa CFC (22) | 315    | 0,36  | 112  |
| 68   | Giovanni Ferrari     | 1929-1942 | US Alexandrie (19), Juventus (67), Inter Milan (24), Bologne FC (2) | 316    | 0,35  | 112  |
| 69   | Andrea Belotti       | 2014-     | US Palerme (6), Torino FC (100), AS Rome (3), ACF Fiorentina (1), Como 1907 (1) | 346    | 0,32  | 112  |
| 70   | Sergio Pellissier    | 2000-2019 | Chievo Vérone (112) | 458    | 0,24  | 112  |
| 71   | Lorenzo Bettini      | 1952-1963 | US Palerme (8), AS Rome (9), Udinese Calcio (67), SS Lazio (15), Inter Milan (9), Modène FC (2) | 270    | 0,41  | 110  |
| 72   | Carlo Galli          | 1949-1965 | US Palerme (16), AS Rome (40), AC Milan (47), Udinese Calcio (0), Genoa CFC (3), SS Lazio (4) | 305    | 0,36  | 110  |
| 73   | Bruno Giordano       | 1975-1992 | SS Lazio (68), SSC Naples (23), Ascoli Calcio 1898 (2), Bologne FC (7) | 319    | 0,34  | 110  |
| 74   | Giuseppe Baldini     | 1939-1955 | ACF Fiorentina (8), Inter Milan (6), UC Sampdoria (71), Genoa CFC (6), Como 1907 (19) | 346    | 0,32  | 110  |
| 75   | Aldo Boffi           | 1936-1943 | AC Milan (109) | 163    | 0,67  | 109  |
| 76   | Angelo Schiavio      | 1929-1938 | Bologne FC (109) | 179    | 0,61  | 109  |
| 77   | Eddie Firmani        | 1955-1963 | UC Sampdoria (52), Inter Milan (42), Genoa CFC (8) | 194    | 0,56  | 108  |
| 78   | Dino Da Costa        | 1955-1966 | AS Rome (71), ACF Fiorentina (8), Atalanta Bergame (18), Juventus (11) | 282    | 0,38  | 108  |
| 79   | Edin Džeko           | 2015-     | AS Rome (85), Inter Milan (22), ACF Fiorentina (0) | 268    | 0,4   | 107  |
| 80   | Antonio Vojak        | 1929-1937 | SSC Naples (102), Genoa CFC (4), Lucchese 1905 (0) | 208    | 0,51  | 106  |
| 81   | Gino Armano (en)     | 1946-1959 | US Alexandrie (8), Inter Milan (73), Torino FC (25) | 401    | 0,26  | 106  |
| 82   | Pietro Anastasi      | 1967-1981 | Varèse FC (11), Juventus (78), Inter Milan (7), Ascoli Calcio 1898 (9) | 338    | 0,31  | 105  |
| 83   | Gino Cappello        | 1940-1956 | AC Milan (29), Bologne FC (75) | 301    | 0,35  | 104  |
| 84   | Oliver Bierhoff      | 1991-2003 | Ascoli Calcio 1898 (2), Udinese Calcio (57), AC Milan (37), Chievo Vérone (7) | 220    | 0,47  | 103  |
| 85   | Fabrizio Miccoli     | 2002-2013 | AC Pérouse Calcio (9), Juventus (8), ACF Fiorentina (12), US Palerme (74) | 259    | 0,40  | 103  |
| 86   | Adrian Mutu          | 2000-2012 | Inter Milan (0), Hellas Vérone (16), Parme FC (18), Juventus (7), ACF Fiorentina (54), AC Cesena (8) | 271    | 0,38  | 103  |
| 87   | Luis Muriel          | 2011-2024 | US Lecce (7), Udinese Calcio (15), UC Sampdoria (21), ACF Fiorentina (6), Atalanta Bergame (54) | 327    | 0,31  | 103  |
| 88   | Sergio Clerici (en)  | 1960-1978 | Calcio Lecco 1912 (7), Bologne FC (19), Atalanta Bergame (9), Hellas Vérone (18), ACF Fiorentina (20), SSC Naples (29), SS Lazio (1)                                                                                            | 336    | 0,31  | 103  |
| 89   | Tommaso Rocchi       | 2002-2013 | Empoli FC (17), SS Lazio (82), Inter Milan (3) | 323    | 0,32  | 102  |
| 90   | Pietro Paolo Virdis  | 1974-1991 | Cagliari Calcio (11), Juventus (17), Udinese Calcio (12), AC Milan (53), US Lecce (8) | 365    | 0,28  | 101  |
| 91   | Goran Pandev         | 2003-2022 | US Ancona (1), SS Lazio (48), Inter Milan (5), SSC Naples (19), Genoa CFC (28) | 490    | 0,21  | 101  |
| 92   | Pierino Prati        | 1966-1978 | AC Milan (72), AS Rome (28), ACF Fiorentina (0) | 233    | 0,43  | 100  |
| 93   | Marek Hamšík         | 2005-2019 | Brescia Calcio (0), SSC Naples (100) | 409    | 0,24  | 100  |

### Les meilleurs buteurs en activité
Le tableau ci-dessous présente les dix meilleurs buteurs du Championnat d'Italie encore en activité et évoluant cette saison en Serie A.
| Rang | Joueur           | Club actuel    | Matchs | Ratio | Buts |
| ---- | ---------------- | -------------- | ------ | ----- | ---- |
| 1    | Ciro Immobile    | Bologne FC     | 352    | 0,57  | 201  |
| 2    | Paulo Dybala     | AS Rome        | 345    | 0,37  | 129  |
| 3    | Duván Zapata     | Torino FC      | 325    | 0,38  | 124  |
| 4    | Domenico Berardi | US Sassuolo    | 313    | 0,39  | 122  |
| 5    | Lautaro Martínez | Inter Milan    | 237    | 0,49  | 115  |
| 6    | Andrea Belotti   | Como 1907      | 346    | 0,32  | 112  |
| 7    | Edin Džeko       | ACF Fiorentina | 268    | 0,4   | 107  |
| 8    | Dušan Vlahović   | Juventus       | 201    | 0,43  | 87   |
| 9    | Romelu Lukaku    | SSC Naples     | 165    | 0,51  | 84   |
| 10   | Giovanni Simeone | Torino FC      | 296    | 0,25  | 73   |

Les joueurs suivants ont marqué plus de cinquante buts dans le championnat d'Italie mais n'y jouent plus actuellement :
Mauro Icardi (121, Turquie), Edinson Cavani (112, Argentine), Luis Muriel (103, États-Unis), Lorenzo Insigne (96, Libre), Josip Iličić (96, Slovénie), Mattia Destro (91, Libre), Cristiano Ronaldo (81, Arabie saoudite), Manolo Gabbiadini (69, Émirats arabes unis), Papu Gómez (66, Serie B), Victor Osimhen (65, Turquie), Giacomo Bonaventura (64, Libre), Alberto Paloschi (60, Serie D), João Pedro (58, Angleterre), Sergej Milinković-Savić (57, Arabie saoudite), Felipe Anderson (54, Brésil) et Mario Balotelli (52, Libre).

## Palmarès

### Palmarès par édition
Ce tableau retrace les meilleurs buteurs du Championnat d'Italie de football par saison depuis sa création en 1929.
Le record de buts sur une saison est détenu par Gonzalo Higuaín et Ciro Immobile avec 36 buts inscrits respectivement avec le SSC Naples lors de la saison 2015-2016 et le SS Lazio lors de la saison 2019-2020.
| Saison    | Joueur                                      | Club                          | Buts                    |
| --------- | ------------------------------------------- | ----------------------------- | ----------------------- |
| 1929-1930 | Giuseppe Meazza                             | Inter Milan                   | 31                      |
| 1930-1931 | Rodolfo Volk                                | AS Rome                       | 29                      |
| 1931-1932 | Pedro Petrone Angelo Schiavio               | ACF Fiorentina Bologne FC     | 25                      |
| 1932-1933 | Felice Borel                                | Juventus                      | 29                      |
| 1933-1934 | Felice Borel                                | Juventus                      | 31                      |
| 1934-1935 | Enrique Guaita                              | AS Rome                       | 28                      |
| 1935-1936 | Giuseppe Meazza                             | Inter Milan                   | 25                      |
| 1936-1937 | Silvio Piola                                | SS Lazio                      | 21                      |
| 1937-1938 | Giuseppe Meazza                             | Inter Milan                   | 20                      |
| 1938-1939 | Ettore Puricelli Aldo Boffi                 | Bologne FC AC Milan           | 19                      |
| 1939-1940 | Aldo Boffi                                  | AC Milan                      | 24                      |
| 1940-1941 | Ettore Puricelli                            | Bologne FC                    | 22                      |
| 1941-1942 | Aldo Boffi                                  | AC Milan                      | 22                      |
| 1942-1943 | Silvio Piola                                | SS Lazio                      | 21                      |
| 1943-1946 | Seconde Guerre mondiale                     | Seconde Guerre mondiale       | Seconde Guerre mondiale |
| 1946-1947 | Valentino Mazzola                           | Torino FC                     | 29                      |
| 1947-1948 | Giampiero Boniperti                         | Juventus                      | 27                      |
| 1948-1949 | István Nyers                                | Inter Milan                   | 26                      |
| 1949-1950 | Gunnar Nordahl                              | AC Milan                      | 35                      |
| 1950-1951 | Gunnar Nordahl                              | AC Milan                      | 34                      |
| 1951-1952 | John Hansen                                 | Juventus                      | 30                      |
| 1952-1953 | Gunnar Nordahl                              | AC Milan                      | 26                      |
| 1953-1954 | Gunnar Nordahl                              | AC Milan                      | 23                      |
| 1954-1955 | Gunnar Nordahl                              | AC Milan                      | 27                      |
| 1955-1956 | Gino Pivatelli                              | Bologne FC                    | 29                      |
| 1956-1957 | Dino Da Costa                               | AS Rome                       | 22                      |
| 1957-1958 | John Charles                                | Juventus                      | 28                      |
| 1958-1959 | Antonio Valentín Angelillo                  | Inter Milan                   | 33                      |
| 1959-1960 | Omar Sívori                                 | Juventus                      | 28                      |
| 1960-1961 | Sergio Brighenti                            | UC Sampdoria                  | 27                      |
| 1961-1962 | José Altafini Aurelio Milani                | AC Milan ACF Fiorentina       | 22                      |
| 1962-1963 | Pedro Manfredini Harald Nielsen             | AS Rome Bologne FC            | 19                      |
| 1963-1964 | Harald Nielsen                              | Bologne FC                    | 21                      |
| 1964-1965 | Alberto Orlando Sandro Mazzola              | ACF Fiorentina Inter Milan    | 17                      |
| 1965-1966 | Luís Vinício                                | Vicence Calcio                | 25                      |
| 1966-1967 | Luigi Riva                                  | Cagliari Calcio               | 18                      |
| 1967-1968 | Pierino Prati                               | AC Milan                      | 15                      |
| 1968-1969 | Luigi Riva                                  | Cagliari Calcio               | 20                      |
| 1969-1970 | Luigi Riva                                  | Cagliari Calcio               | 21                      |
| 1970-1971 | Roberto Boninsegna                          | Inter Milan                   | 24                      |
| 1971-1972 | Roberto Boninsegna                          | Inter Milan                   | 22                      |
| 1972-1973 | Gianni Rivera Paolo Pulici Giuseppe Savoldi | AC Milan Torino FC Bologne FC | 17                      |
| 1973-1974 | Giorgio Chinaglia                           | SS Lazio                      | 24                      |
| 1974-1975 | Paolo Pulici                                | Torino FC                     | 18                      |
| 1975-1976 | Paolo Pulici                                | Torino FC                     | 21                      |
| 1976-1977 | Francesco Graziani                          | Torino FC                     | 21                      |
| 1977-1978 | Paolo Rossi                                 | Vicence Calcio                | 24                      |
| 1978-1979 | Bruno Giordano                              | SS Lazio                      | 19                      |
| 1979-1980 | Roberto Bettega                             | Juventus                      | 16                      |
| 1980-1981 | Roberto Pruzzo                              | AS Rome                       | 18                      |
| 1981-1982 | Roberto Pruzzo                              | AS Rome                       | 15                      |
| 1982-1983 | Michel Platini                              | Juventus                      | 16                      |
| 1983-1984 | Michel Platini                              | Juventus                      | 20                      |
| 1984-1985 | Michel Platini                              | Juventus                      | 18                      |
| 1985-1986 | Roberto Pruzzo                              | AS Rome                       | 19                      |
| 1986-1987 | Pietro Paolo Virdis                         | AC Milan                      | 17                      |
| 1987-1988 | Diego Maradona                              | SSC Naples                    | 15                      |
| 1988-1989 | Aldo Serena                                 | Inter Milan                   | 22                      |
| 1989-1990 | Marco van Basten                            | AC Milan                      | 19                      |
| 1990-1991 | Gianluca Vialli                             | UC Sampdoria                  | 19                      |
| 1991-1992 | Marco van Basten                            | AC Milan                      | 25                      |
| 1992-1993 | Giuseppe Signori                            | SS Lazio                      | 26                      |
| 1993-1994 | Giuseppe Signori                            | SS Lazio                      | 23                      |
| 1994-1995 | Gabriel Batistuta                           | ACF Fiorentina                | 26                      |
| 1995-1996 | Giuseppe Signori Igor Protti                | SS Lazio AS Bari              | 24                      |
| 1996-1997 | Filippo Inzaghi                             | Atalanta Bergame              | 24                      |
| 1997-1998 | Oliver Bierhoff                             | Udinese Calcio                | 27                      |
| 1998-1999 | Amoroso                                     | Udinese Calcio                | 22                      |
| 1999-2000 | Andriy Chevtchenko                          | AC Milan                      | 24                      |
| 2000-2001 | Hernán Crespo                               | SS Lazio                      | 26                      |
| 2001-2002 | Dario Hübner David Trezeguet                | Piacenza Calcio 1919 Juventus | 24                      |
| 2002-2003 | Christian Vieri                             | Inter Milan                   | 24                      |
| 2003-2004 | Andriy Chevtchenko                          | AC Milan                      | 24                      |
| 2004-2005 | Cristiano Lucarelli                         | AS Livourne Calcio            | 24                      |
| 2005-2006 | Luca Toni                                   | ACF Fiorentina                | 31                      |
| 2006-2007 | Francesco Totti                             | AS Rome                       | 26                      |
| 2007-2008 | Alessandro Del Piero                        | Juventus                      | 21                      |
| 2008-2009 | Zlatan Ibrahimović                          | Inter Milan                   | 25                      |
| 2009-2010 | Antonio Di Natale                           | Udinese Calcio                | 29                      |
| 2010-2011 | Antonio Di Natale                           | Udinese Calcio                | 28                      |
| 2011-2012 | Zlatan Ibrahimović                          | AC Milan                      | 28                      |
| 2012-2013 | Edinson Cavani                              | SSC Naples                    | 29                      |
| 2013-2014 | Ciro Immobile                               | Torino FC                     | 22                      |
| 2014-2015 | Mauro Icardi Luca Toni                      | Inter Milan Hellas Vérone     | 22                      |
| 2015-2016 | Gonzalo Higuaín                             | SSC Naples                    | 36                      |
| 2016-2017 | Edin Džeko                                  | AS Rome                       | 29                      |
| 2017-2018 | Mauro Icardi Ciro Immobile                  | Inter Milan SS Lazio          | 29                      |
| 2018-2019 | Fabio Quagliarella                          | UC Sampdoria                  | 26                      |
| 2019-2020 | Ciro Immobile                               | SS Lazio                      | 36                      |
| 2020-2021 | Cristiano Ronaldo                           | Juventus                      | 29                      |
| 2021-2022 | Ciro Immobile                               | SS Lazio                      | 27                      |
| 2022-2023 | Victor Osimhen                              | SSC Naples                    | 26                      |
| 2023-2024 | Lautaro Martínez                            | Inter Milan                   | 24                      |
| 2024-2025 | Mateo Retegui                               | Atalanta Bergame              | 25                      |

- Soulier d'or européen cette saison là.

### Palmarès par joueur
Le Suèdois Gunnar Nordahl compte cinq titres de meilleur buteur du championnat d'Italie.
Il a d'ailleurs remporté trois titres successivement, tout comme Michel Platini.
| Rang | Joueur             | Titres | Club(s)                       |
| ---- | ------------------ | ------ | ----------------------------- |
| 1    | Gunnar Nordahl     | 5      | AC Milan                      |
| 2    | Ciro Immobile      | 4      | Torino FC, SS Lazio           |
| 3    | Giuseppe Meazza    | 3      | Inter Milan                   |
| 3    | Aldo Boffi         | 3      | AC Milan                      |
| 3    | Luigi Riva         | 3      | Cagliari Calcio               |
| 3    | Paolo Pulici       | 3      | Torino FC                     |
| 3    | Michel Platini     | 3      | Juventus                      |
| 3    | Roberto Pruzzo     | 3      | AS Rome                       |
| 3    | Giuseppe Signori   | 3      | SS Lazio                      |
| 10   | Felice Borel       | 2      | Juventus                      |
| 10   | Ettore Puricelli   | 2      | Bologne FC                    |
| 10   | Silvio Piola       | 2      | SS Lazio                      |
| 10   | Harald Nielsen     | 2      | Bologne FC                    |
| 10   | Roberto Boninsegna | 2      | Inter Milan                   |
| 10   | Marco van Basten   | 2      | AC Milan                      |
| 10   | Andriy Chevtchenko | 2      | AC Milan                      |
| 10   | Antonio Di Natale  | 2      | Udinese Calcio                |
| 10   | Zlatan Ibrahimović | 2      | Inter Milan, AC Milan         |
| 10   | Luca Toni          | 2      | ACF Fiorentina, Hellas Vérone |
| 10   | Mauro Icardi       | 2      | Inter Milan                   |

* titre partagé par deux joueurs ou plus.

### Palmarès par club
L'AC Milan a eu dix-sept fois dans son équipe le meilleur buteur du championnat d'Italie.
| Rang | Club             | Titres | Joueurs |
| ---- | ---------------- | ------ | --- |
| 1    | AC Milan         | 17     | Aldo Boffi* (x3), Gunnar Nordahl (x5), José Altafini*, Pierino Prati, Gianni Rivera*, Pietro Paolo Virdis, Marco van Basten (×2), Andriy Chevtchenko (×2), Zlatan Ibrahimović                    |
| 2    | Inter Milan      | 14     | Giuseppe Meazza (x3), István Nyers, Antonio Valentín Angelillo, Sandro Mazzola*, Roberto Boninsegna (×2), Aldo Serena, Christian Vieri, Zlatan Ibrahimović, Mauro Icardi* (×2), Lautaro Martínez |
| 2    | Juventus         | 13     | Felice Borel (×2), Giampiero Boniperti, John Hansen, John Charles, Omar Sívori, Roberto Bettega, Michel Platini (x3), David Trezeguet*, Alessandro Del Piero, Cristiano Ronaldo                  |
| 4    | SS Lazio         | 11     | Silvio Piola (×2), Giorgio Chinaglia, Bruno Giordano, Giuseppe Signori* (x3), Hernán Crespo, Ciro Immobile* (x3)                                                                                 |
| 5    | AS Rome          | 9      | Rodolfo Volk, Enrique Guaita, Dino Da Costa, Pedro Manfredini*, Roberto Pruzzo (x3), Francesco Totti, Edin Džeko                                                                                 |
| 6    | Bologne FC       | 7      | Angelo Schiavio*, Ettore Puricelli* (×2), Gino Pivatelli, Harald Nielsen* (×2), Giuseppe Savoldi*                                                                                                |
| 7    | Torino FC        | 6      | Valentino Mazzola, Paolo Pulici* (x3), Francesco Graziani, Ciro Immobile |
| 8    | ACF Fiorentina   | 5      | Pedro Petrone*, Aurelio Milani*, Alberto Orlando*, Gabriel Batistuta, Luca Toni |
| 9    | Udinese Calcio   | 4      | Oliver Bierhoff, Amoroso, Antonio Di Natale (×2) |
| 9    | SSC Naples       | 4      | Diego Maradona, Edinson Cavani, Gonzalo Higuaín, Victor Osimhen |
| 11   | Cagliari Calcio  | 3      | Luigi Riva (x3) |
| 11   | UC Sampdoria     | 3      | Sergio Brighenti, Gianluca Vialli, Fabio Quagliarella |
| 13   | Vicence Calcio   | 2      | Luís Vinício, Paolo Rossi |
| 13   | Atalanta Bergame | 2      | Filippo Inzaghi, Mateo Retegui |

* titre partagé par deux joueurs ou plus.

### Palmarès par pays
L'Italie a eu soixante-cinq fois l'un de ses représentants titré meilleur buteur du championnat d'Italie.
| Rang | Pays      | Titres | Joueurs |
| ---- | --------- | ------ | --- |
| 1    | Italie    | 65     | Giuseppe Meazza (x3), Rodolfo Volk, Angelo Schiavio*, Felice Borel (×2), Enrique Guaita, Silvio Piola (×2), Ettore Puricelli* (×2), Aldo Boffi* (x3), Valentino Mazzola, Giampiero Boniperti, Gino Pivatelli, Sergio Brighenti, José Altafini*, Aurelio Milani*, Alberto Orlando*, Sandro Mazzola*, Luigi Riva (x3), Pierino Prati, Roberto Boninsegna (×2), Gianni Rivera*, Giuseppe Savoldi*, Paolo Pulici* (x3), Giorgio Chinaglia, Francesco Graziani, Paolo Rossi, Bruno Giordano, Roberto Bettega, Roberto Pruzzo (x3), Pietro Paolo Virdis, Aldo Serena, Gianluca Vialli, Giuseppe Signori* (x3), Igor Protti*, Filippo Inzaghi, Dario Hübner*, Christian Vieri, Cristiano Lucarelli, Luca Toni* (×2), Francesco Totti, Alessandro Del Piero, Antonio Di Natale (×2), Ciro Immobile* (x4), Fabio Quagliarella, Mateo Retegui |
| 2    | Argentine | 10     | Antonio Valentín Angelillo, Omar Sívori, Pedro Manfredini*, Diego Maradona, Gabriel Batistuta, Hernán Crespo, Mauro Icardi* (×2), Gonzalo Higuaín, Lautaro Martínez |
| 3    | Suède     | 7      | Gunnar Nordahl (x5), Zlatan Ibrahimović (×2) |
| 4    | France    | 4      | Michel Platini (x3), David Trezeguet* |
| 5    | Danemark  | 3      | John Hansen, Harald Nielsen* (×2) |
| 5    | Brésil    | 3      | Dino Da Costa, Luís Vinício, Amoroso |
| 7    | Pays-Bas  | 2      | Marco van Basten (×2) |
| 7    | Ukraine   | 2      | Andriy Chevtchenko (×2) |
| 7    | Uruguay   | 2      | Pedro Petrone, Edinson Cavani |

* titre partagé par deux joueurs ou plus.